# Cercospora asparagi
Cercospora asparagi är en svampart som beskrevs av Sacc. 1877. Cercospora asparagi ingår i släktet Cercospora och familjen Mycosphaerellaceae.   Inga underarter finns listade i Catalogue of Life.